# En häxa i familjen
En häxa i familjen är en svensk familjefilm från 2000 i regi av Harald Hamrell. Filmen är fritt baserad på Ulf Starks bok Maria Bleknos och i rollerna ses bland andra Karin Bogaeus, Rebecka Scheja och Margreth Weivers.
Filmen premiärvisades den 7 februari på en rad orter i Sverige. Den 9 mars 2010 utgavs den på DVD. Den har också visats ett flertal gånger i Sveriges Television och TV3.

## Handling
Maria är åtta år gammal och tycker att hennes yngre bror är väldigt störande. En dag flyttar Makka till Marias bostadsområde, och hon har en önskekula som enligt henne uppfyller alla önskningar. Delvis så önskar Maria att hennes bror försvann och när barnpassaren Gerda dyker upp (för att passa Maria som är sjuk) tror Maria och Makka att hon är lösningen på Marias önskan – en häxa som kommit för att röva bort hennes bror. Maria, som djupt ångrar sin önskan, måste nu göra allt hon kan för att stoppa Gerda.

## Rollista
- Karin Bogaeus – Maria
- Rebecca Scheja – Makka
- Margreth Weivers – Gerda
- Johan Rheborg – Mats, Marias pappa
- Tintin Anderzon – Solveig, Marias mamma
- Bisse Unger – Lillen
- Anna Lindholm – dagisfröken
- Annika Hallin – skolfröken
- Hanna Hamrell – påskkäring 1
- Emilia Widstrand – påskkäring 2
- Mårten Hedman – skuggspel

## Produktion
Filmen spelades in i Gamla Enskede och på Dalarö skans under arbetsnamnet Maria Bleknos.

## Utmärkelser och priser
En häxa i familjen belönades med flera priser. Vid en filmfestival i Lübeck år 2000 mottog den barnfilmjuryns pris.
2001 fick den pris för bästa film i Isfahan och publikpriset för bästa långfilm i Montréal.
2002 belönades den med Unicef-priset vid Saskatchewan International Youth Film Festival.